# كوري هارت (لاعب كرة قاعدة)
كوري هارت (بالإنجليزية: Corey Hart)‏ هو لاعب كرة قاعدة أمريكي، ولد في 24 مارس 1982 في بولينغ غرين في الولايات المتحدة.

## وصلات خارجية
- كوري هارت على موقع دوري كرة القاعدة الرئيسي (الإنجليزية)
- كوري هارت على موقعبيزبول رفرنس.كوم (الدوري الرئيسي) (الإنجليزية)
- كوري هارت على موقعبيزبول رفرنس.كوم (الدوري الثانوي) (الإنجليزية)
- كوري هارت على موقع إي إس بي إن.كوم (أم.أل.بي) (الإنجليزية)
- كوري هارت على موقع مشجعي الرسوم البيانية (الإنجليزية)
- كوري هارت على موقع إن إن دي بي (الإنجليزية)